# قانون‌شکنان (لاست)
«قانون‌شکنان» شانزدهمین قسمت از فصل اول مجموعه تلویزیونی درام آمریکایی لاست است. کارگردانی این قسمت توسط جک بندر و نویسندگی درو گدارد بود. اولین بار در ۱۶ فوریه ۲۰۰۵ از شبکه ای‌بی‌سی در ایالات متحده پخش شد. شخصیت ساویر (جاش هالووی) در فلش‌بک‌های این قسمت برجسته شده است.
این قسمت توسط حدود ۱۷٫۸۷ میلیون بیننده خانگی دیده شد.

## داستان
ساویر در شب کابوس می‌بیند، در کودکی مادرش به او گفته بود که زیر تختش پنهان شود در حالی که مادرش به سمت در رفت تا به پدرش بگوید که برود. در خواب، پدرش به زور وارد خانه می‌شود، مادرش را می‌کشد، روی تختی که ساویر زیر آن پنهان شده می‌نشیند و خود را می‌کشد. یکی از همکاران سابق او، هیبز (رابرت پاتریک)، به سایرر می‌گوید که ساویر واقعی که زندگی او را در کودکی ویران کرد، اکنون تحت نام مستعار فرانک داکت در استرالیا زندگی می‌کند. ساویر به آنجا سفر می‌کند، یک تفنگ می‌خرد و به مغازه میگو فروشی که داکت در آن کار می‌کند می‌رود. ساویر با او گفتگوی کوتاهی می‌کند، اما او را نمی‌کشد. ساویر به یک بار استرالیایی می‌رود و به طور اتفاقی با کریستین شپرد (جان تری) ملاقات می‌کند که به ساویر می‌گوید قرار است برخی از مردم رنج بکشند و «به همین دلیل است که رد ساکس هرگز قهرمان سری لعنتی نخواهد شد.» او می‌گوید که ای کاش قدرت داشت با پسرش تماس بگیرد، بگوید چقدر به او افتخار می‌کند و «همه چیز را درست کند» اما او برای انجام این کار ضعیف‌تر از آن است. کریستین به ساویر می‌گوید که مشکلی را که حالش را بد می‌کند درست کند. ساویر به فرانک داکت شلیک می‌کند، اما فرانک انکار می‌کند که ساویر واقعی است و به ساویر می‌گوید که به هیبز بدهکار است، ساویر متوجه می‌شود که این دلیل واقعی است که هیبز او را به دنبال داکت فرستاد. داکت به ساویر می‌گوید: «برمی‌گردد»، جمله‌ای که وقتی ساویر با گراز روبرو می‌شود زمزمه می‌کند.

### در جزیره
در نیمه‌های شب، ساویر از خواب بیدار می‌شود که گراز غول‌پیکری را در مقابل خود می‌بیند و به چادرش حمله می‌کند و به داخل درختان فرار می‌کند و برزنت ساویر را با خود می برد. ساویر آن را تعقیب می‌کند و در حالی که در جنگل است زمزمه‌هایی را می‌شنود. زمزمه‌ای بلندتر می‌گوید: «برمی‌گردد».
صبح روز سی‌ام، ۲۱ اکتبر ۲۰۰۴، ساویر با سعید جراح (نوین اندروز) در مورد صداهایی صحبت می‌کند که سعید زمانی که قبلاً در جنگل بود شنیده بود، و وقتی سعید می‌پرسد که چرا می‌خواهد بداند، ساویر او را بی‌پاسخ می‌گذارد.
ساویر در یافتن گرازی که به او حمله کرده بود وسواس دارد و با کیت آستن (اوانجلین لیلی) به جنگل می‌رود تا آن را پیدا کند. در طول یک بازی مشروب‌خوری («من هرگز...»)، هر دو به یکدیگر نشان می‌دهند که مردی را کشته‌اند. صبح روز بعد، در روز سی و یکم، دو نفر از خواب بیدار می‌شوند و متوجه می شوند که وسایل ساویر تخریب شده است در حالی که کیت دست نخورده باقی مانده است. جان لاک (تری اوکوئین) به آنها ملحق می‌شود و به آنها می‌گوید که خواهرش وقتی خیلی جوان بود مُرد و مادر رضاعیش خودش را مقصر می‌دانست و از افسردگی شدید رنج می‌برد. اما چند ماه بعد سگی بدون برچسب و قلاده وارد خانه شد. سگ در اتاق خواهرش خوابید، اما وقتی مادرش ۵ سال بعد فوت کرد، سگ ناپدید شد. لاک می‌گوید مادرش معتقد بود که این سگ خواهرش است که برگشت تا به او بگوید که مرگ او تقصیر او نبوده است.
ساویر به گراز می‌رسد و تصمیم می‌گیرد آن را نکشد و تفنگ خود را به جک شپرد (متیو فاکس) می‌دهد. اکنون تمام اسلحه‌ها نزد جک است که آنها را در جعبه مارشال قفل می‌کند. آنها شروع به صحبت می‌کنند و جک می‌گوید: «به همین دلیل است که ردساکس هرگز برنده سری مسابقات نخواهد شد.» ساویر متوجه می‌شود که کریستین پدر جک است، اما به جک نمی‌گوید که با کریستین آشنا شده است.

## زمینه
تیم بیسبال حرفه‌ای بوستون رد ساکس در سال ۲۰۰۴ برنده مسابقات جهانی شد (۴ ماه قبل از پخش قسمت (قانون‌شکنان»).

## پذیرایی
این قسمت ۱۷٫۸۷ میلیون بیننده آمریکایی را جذب کرد.

## ییوند به بیرون
- "قانون‌شکنان" در ABC
- «قانون‌شکنان» در IMDb